# 1 Dywizjon Kawalerii
1 Dywizjon Kawalerii (ros. 1-й Кавалерийский дивизион) – jeden z pierwszych oddziałów wojskowych Armii Ochotniczej podczas wojny domowej w Rosji.
18 grudnia płk Wasilij S. Gerszelman otrzymał rozkaz sformowania oddziału kawalerii. Do końca grudnia został utworzony 1 Dywizjon Kawalerii w składzie dwóch szwadronów. Dowódcami szwadronów byli ppłk Seliwanow i ppłk Balicki. 6 stycznia 1918 r. przeniesiono go do Taganrogu. W poł. stycznia oddział liczył 138 ludzi, w tym 63 oficerów, 2 lekarzy, siostra miłosierdzia i 2 ochotników w 1 szwadronie oraz 5 oficerów i 62 ochotników w 2 szwadronie. Kadra oficerska pochodziła głównie z Charkowskiego Pułku Ułańskiego i 11 Iziumskiego Pułku Kawalerii. W tym czasie kawalerzyści wzięli udział w walkach z oddziałami bolszewickimi w rejonie Taganrogu. W wyniku porażki wojsk Białych zostali zmuszeni do odwrotu do Rostowa nad Donem, tracąc 14 zabitych i ok. 30 rannych. Na pocz. lutego dywizjon, liczący ponad 60 ludzi, wyruszył z pozostałymi oddziałami Armii Ochotniczej w 1 Kubański (Lodowy) Marsz. 26 marca wszedł w skład 1 Konno-Partyzanckiego Pułku. Za udział w Marszu został ustanowiony Znak Dywizjonu Konnego pułkownika Gerszelmana w kształcie krzyża. Był on w kolorze ciemnozielonym z wyobrażeniem 2 szabel: oficerskiej i kozackiej na tle srebrnej trupiej czaszki.